# Санджівані

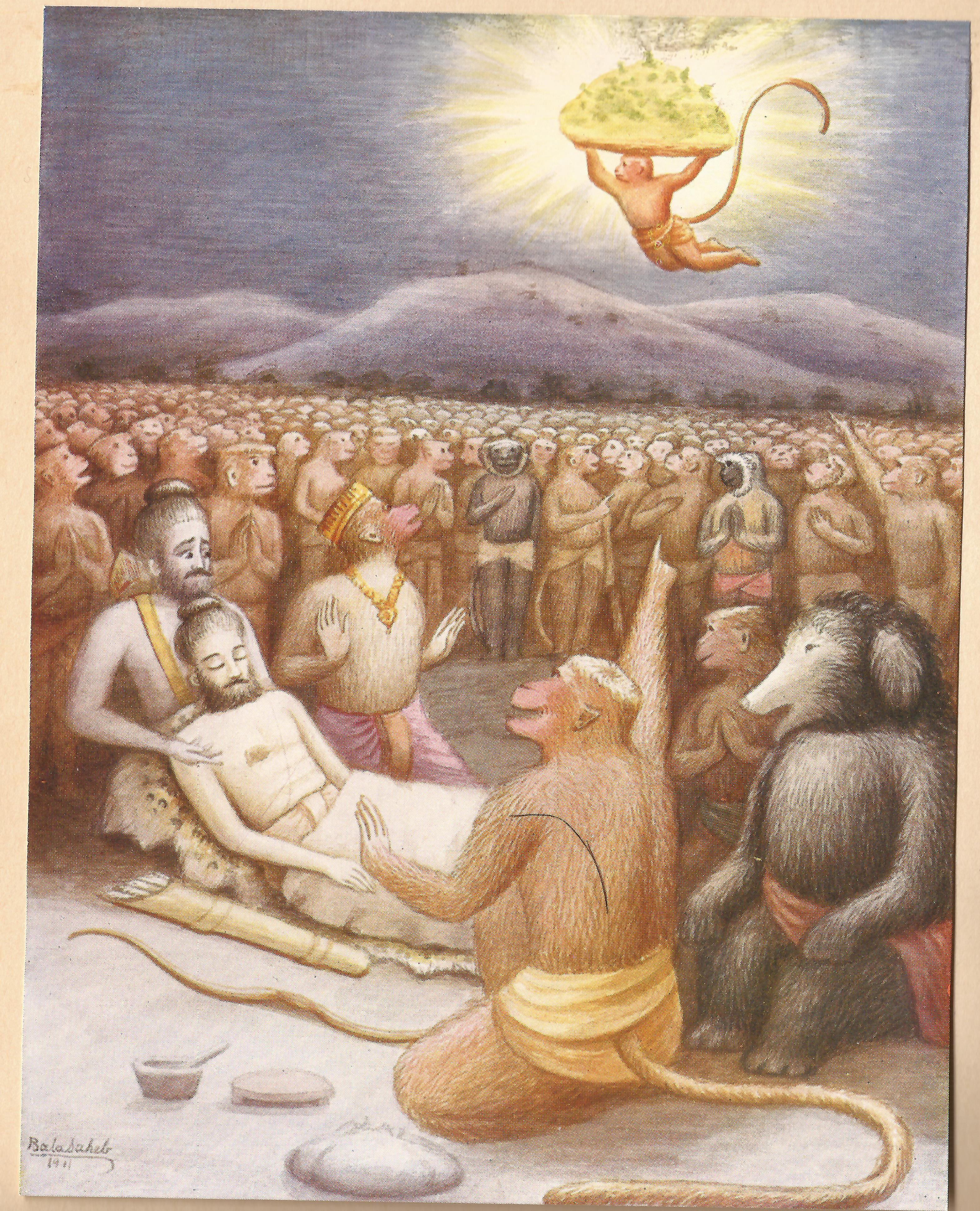

Санджівані - магічна трава у індуїзмі, що може врятувати від неминучої смерті. Частина назви "джіва" означає життя. У деяких текстах згадується, що рослина світиться у темряві.
Припускають, що прототипом санджевані могли бути  Selaginella bryopteris, Dendrobium plicatile (Desmotrichum fimbriatum), Cressa cretica та інші.

## Згадки
У Рамаяні син Равани Мегхнад поцілив сертельною стрілою у Лакшмана. Ханумана послали принести цілющі трави з гір Гімалаїв. Санджівані лише один з 4-х інгредієнтів, також потрібно вішалякарані (проти стріли), садханакарані (для шкіри), саварнякарані (для кольору шкіри).  Проте він не розібрав де яка трава, тому приніс цілу гору на поле битви.
Згідно легенд гора біля міста Каньякумарі - це та гора, яку приніс Хануман.